# Église peinte de l'Étoile-de-la-Mer
Pour les articles homonymes, voir Église peinte.
L'église peinte de l'Étoile-de-la-Mer est une église catholique située sur l'île d'Hawaï, aux États-Unis. Elle est inscrite au Registre national des lieux historiques.

## Historique et description

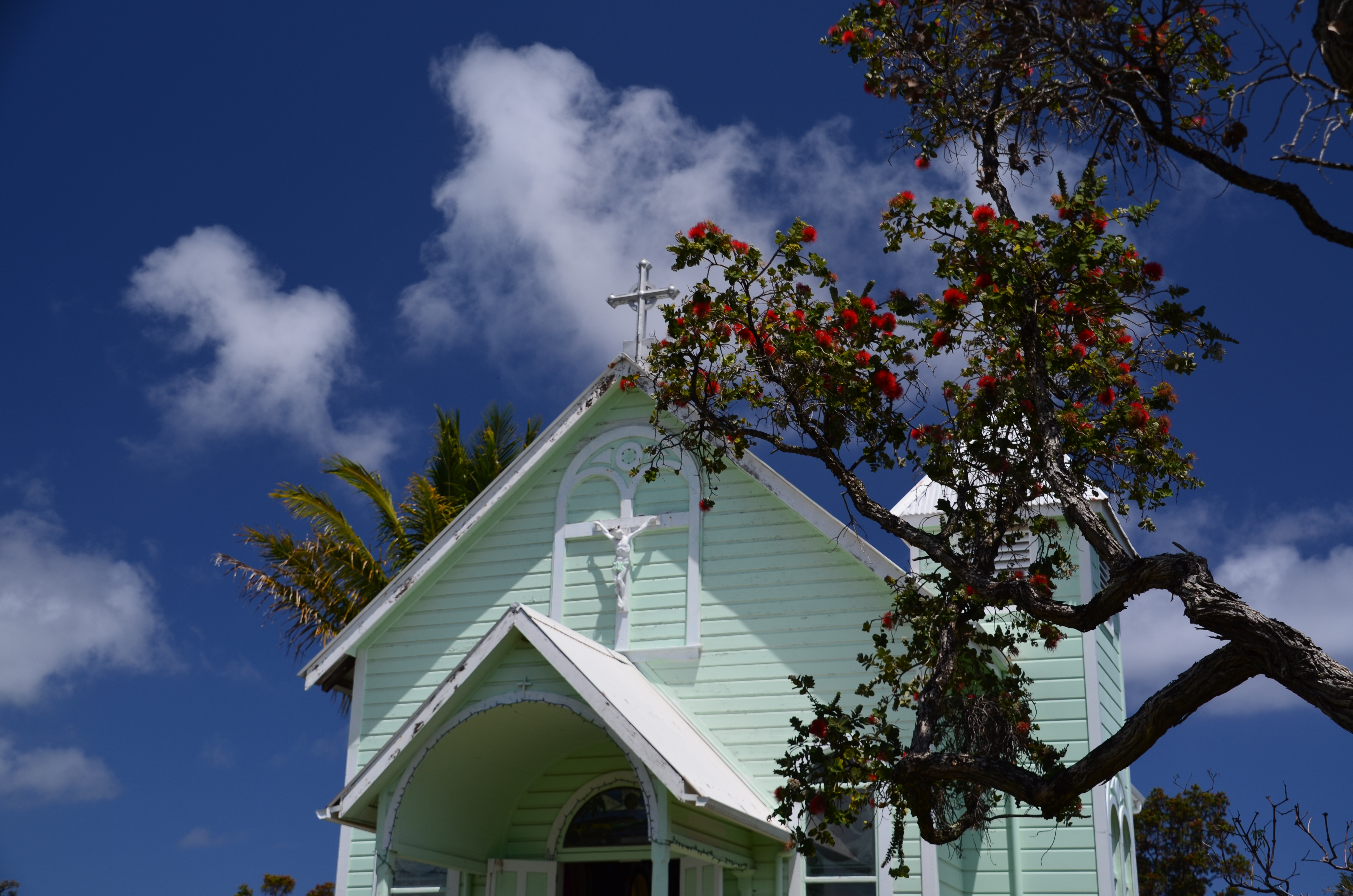
L'église de l'Étoile-de-la-Mer derrière un ʻōhiʻa en fleur.

L'église de l'Étoile-de-la-Mer est construite de 1927 à 1928 sous la supervision du prêtre missionnaire belge Evarist Gielen, qui réalise ensuite les peintures de la partie haute de l'édifice.
En 1990, l'église est déplacée à son emplacement actuel. Elle se trouve entre les kilomètres 19 et 20 de l'autoroute 130.

## Protection
L'église de l'Étoile-de-la-Mer est inscrite au Registre national des lieux historiques depuis le 14 mai 1997.